# Най-екзотичният хотел „Мариголд“
„Най-екзотичният хотел „Мариголд““ (на английски: The Best Exotic Marigold Hotel) е британски трагикомичен филм от 2011 г. на режисьора Джон Мадън. Сценарият, написан от Ол Паркър, е базиран на романа „These Foolish Things“ на Дебора Могак от 2004 г. Филмът е показан на „Професионалните дни на киното“ в Соренто на 30 ноември 2011 г. и на филмовия фестивал в Глазгоу на 17 февруари 2012 г., а по кината във Великобритания излиза на 24 февруари 2012 г.
През 2015 г. излиза продължение на филма.

## Актьорски състав
- Джуди Денч – Евелин Грийнслейд
- Бил Наи – Дъглас Айнсли
- Пенелопе Уилтън – Джийн Айнсли
- Маги Смит – Мюриел Донъли
- Том Уилкинсън – Греъм Дашууд
- Роналд Пикъп – Норман Къзинс
- Силия Имри – Мадж Хардкасъл
- Дев Пател – Сони Капур
- Тина Десаи – Сунайна
- Сид Макар – Джей
- Лилет Дъби – г-жа Капур
- Даяна Хардкасъл – Каръл
- Сийма Азми – Анохи

## Награди и номинации
| Категория                                       | Номиниран(и)                           | Резултат                               |
| Награда на БАФТА (10 февруари 2013 г.)          | Награда на БАФТА (10 февруари 2013 г.) | Награда на БАФТА (10 февруари 2013 г.) |
| ----------------------------------------------- | -------------------------------------- | -------------------------------------- |
| Най-добър британски филм                        | Най-добър британски филм               | номинация                              |
| Златен глобус (13 януари 2013 г.)               |                                        |                                        |
| Най-добър филм – мюзикъл или комедия            | Най-добър филм – мюзикъл или комедия   | номинация                              |
| Най-добра актриса в мюзикъл или комедия         | Джуди Денч                             | номинация                              |
| Европейски филмови награди (1 декември 2012 г.) |                                        |                                        |
| Награда на публиката                            | Награда на публиката                   | номинация                              |